# Falcon (Mississippi)
Falcon is een plaats (town) in de Amerikaanse staat Mississippi, en valt bestuurlijk gezien onder Quitman County.

## Demografie
Bij de volkstelling in 2000 werd het aantal inwoners vastgesteld op 317.
In 2006 is het aantal inwoners door het United States Census Bureau geschat op 300, een daling van 17 (-5,4%).

## Geografie
Volgens het United States Census Bureau beslaat de plaats een oppervlakte van
1,0 km², geheel bestaande uit land. Falcon ligt op ongeveer 50 m boven zeeniveau.

## Plaatsen in de nabije omgeving
De onderstaande figuur toont nabijgelegen plaatsen in een straal van 24 km rond Falcon.